# Faber Grand Prix 1998 - Doppio
Il doppio del Faber Grand Prix 1998 è stato un torneo di tennis facente parte del WTA Tour 1998.
Nicole Arendt e Manon Bollegraf erano le detentrici del titolo, ma solo la Bollegraf ha partecipato in coppia con Jana Novotná.
La Bollegraf e la Novotná hanno perso in semifinale contro Elena Lichovceva e Caroline Vis.
Lisa Raymond e Rennae Stubbs hanno battuto in finale 6–1, 6–7, 6–3 Elena Lichovceva e Caroline Vis.

## Teste di serie
1. Manon Bollegraf /  Jana Novotná (semifinali)
2. Alexandra Fusai /  Nathalie Tauziat (semifinali)
3. Elena Lichovceva /  Caroline Vis (finale)
4. Lisa Raymond /  Rennae Stubbs (campionesse)

## Tabellone

### Legenda
| - Q = Qualificato - WC = Wild card - LL = Lucky loser | - ALT = Alternate - SE = Special Exempt - PR = Protected Ranking | - w/o = Walkover - r = Ritirato - d = Squalificato |